# Ludwig Maurer (Musiker)

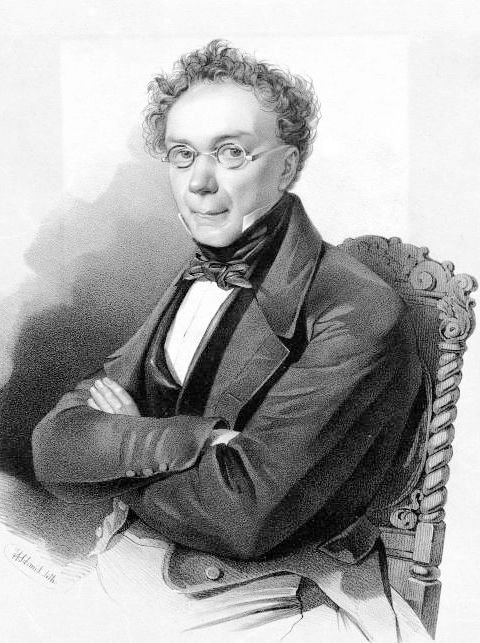
Ludwig Maurer

Ludwig Wilhelm Maurer (auch: Louis Maurer; * 8. Februar 1789 in Potsdam; † 13. Oktoberjul. / 25. Oktober 1878greg. in Sankt Petersburg) war ein deutscher Komponist, Dirigent und Geiger.

## Leben
1802 trat Maurer in Berlin erstmals mit der Geige auf. Er war 1802/06 Mitglied des Berliner Hof-Orchester. Nach einem kurzen Aufenthalt im lettischen Mitau, wo er sich von Pierre Rode in der französischen Art des Violinspiels unterweisen ließ, 1806 ging Maurer 17-jährig auf Konzert-Reise nach Russland, wo er für den Rest seines Lebens wohnhaft blieb. Deshalb gilt er sowohl als deutscher wie auch als russischer Komponist.
Nach seiner Ankunft in Sankt Petersburg hatte Maurer zahlreiche Auftritte, bis der französische Geiger und Komponist Pierre Baillot ihm eine Stellung als Dirigent am Hofe Fürst Wsewoloschskis verschaffte. Maurer leitete dessen Orchester bis 1817, dann ging er auf eine Tournee nach Deutschland und nach Paris. Ab 1819 nutzte er Hannover als Basis, von der aus er Konzertreisen unternahm 1824 bis 1833 war er Konzertmeister in Hannover und wo er komponierte. Während dieser Zeit komponierte er gemeinsam mit
Alexei Werstowski Opern im Vaudeville-Stil. Später reiste er mit seinen Söhnen Wsewolod und Alexis, die Geige und Violoncello spielten, durch Deutschland.
1833 ging Maurer jedoch zurück nach St. Petersburg und blieb dort bis zu seinem Lebensende. 1834 war er der Solist bei der ersten Aufführung von Beethovens Violinkonzert in Russland. 1835 wurde Maurer Dirigent und Musikdirektor an der Petersburger Französischen Oper. 1841 bis 1862 war Maurer, Louis Wilhelm Generalinspektor der kaiserlich russ. Orchester. 1845 längerer Aufenthalt in Dresden. Bis zu seinem Tod im Oktober 1878 übernahm er verschiedene weitere Positionen im Musikleben der Stadt, daneben komponierte er.

## Wichtige Werke

### Opern
- Der Neue Paris, 1826
- Der entdeckte Diebstahl, 1826
- Aloise, 1828
- Die Runenschrift, 1830

### Sinfonien und Instrumentalstücke
- Sinfonie f-Moll, op. 67 (1833)
- Sinfonia concertante, op. 55 für vier Violinen und großes Orchester (1859)
- Violinkonzerte 1–10
- Streichquartette 1–6
- 12 kleine Stücke für Blechbläser